# Акцизм
Акци́зм (лат. accismus) — одна з форм іронії, коли людина вдає, що не хоче речі, яку насправді вона бажає.
Згідно з «Британською енциклопедією» видання 1823 року, акцизм може сприйматися і як вада, і як чеснота.
Термін, як вважається, походить від грец. ἀκκισμός, що, згідно з Britannica, «здогадно утворений від Акко (ἀκκο), імені дурної старої, відомої в давнину своєю схильністю до подібної поведінки».

## Приклади
За однією з версій байки Езопа «Лисиця і виноград», лисиця робить вигляд, що не хоче винограду, який вона намагалась отримати після того, як не змогла дістати до винограду.
Поширенішим прикладом може бути ситуація, коли людина відмовляється від останньої порції десерту, стверджуючи: «Я більше не зможу» — тоді як це, безумовно, не є правда.